# Eumarozia
Eumarozia là một chi bướm đêm thuộc phân họ Olethreutinae, họ Tortricidae Tortricidae.

## Các loài
- Eumarozia beckeri Clarke, 1973
- Eumarozia elaeanthes (Meyrick, 1927)
- Eumarozia malachitana (Zeller, 1875)